# Слобідка-Красилівська
Слобідка-Красилівська — село в Україні, у Красилівській міській громаді Хмельницького району Хмельницької області. Населення становить 686 осіб.

## Географія
Неподалік від села розташований ботанічний заказник «Гайдучино».

## Історія
Засноване у ХVІІІ столітті.
У 1906 році село Красилівської волості Старокостянтинівського повіту Волинської губернії. Відстань від повітового міста 25 верст, від волості 3. Дворів 98, мешканців 809.
Колишній орган місцевого самоврядування — Яворовецька сільська рада.